# Karel de Foucauld
Karel de Foucauld, rojen kot Charles Eugène de Foucauld de Pontbriand, vikont de Foucauld (15. september 1858 – 1. december 1916) je bil francoski vojak, raziskovalec, geograf, rimskokatoliški duhovnik in puščavnik, ki je živel med Tuaregi v alžirski Sahari. 15. maja 2022 ga je papež Frančišek slovesno razglasil za svetnika.
Njegov navdih in spisi so privedli do ustanovitve cerkvenega reda Jezusovih malih bratov (1933) in Jezusovih malih sester (1939). Ustanovitelj reda Malih bratov René Voillaume je namreč na začetku 20. stoletja temeljito preučeval spise brata Karla in leta 1951 izdal knjigo z naslovom »Au coeur des masses« (COBISS) (francosko).   

## Življenje
De Foucauld je osirotel pri šestih letih in ga je od mladih let vzgajal njegov dedek po materi, polkovnik Beaudet de Morlet. Pri osemnajstih letih se je vpisal na vojaško akademijo Saint-Cyr (École spéciale militaire de Saint-Cyr). Ko je končal častniško vojaško izobraževanje, se je odločil, da se pridruži konjenici, zato se je vpisal na École de cavalerie, Saumur, konjeniško šolo v Saumurju, medtem pa po lastnih besedah živel razvratno življenje, ki mu ga je omogočala dediščina, prejeta po dedovi smrti. Dodeljen je bil v 4. afriški lovski konjeniški polk, garniziran v Alžiriji, vendar so ga zaradi lahkomiselnosti in nerednosti iz vojske odpustili. Odločil se je raziskati Maroko (ki je bil tedaj zaprt za evropejce), pri tem se je pred nezaupljivimi muslimanskimi domačini izdajal za Juda, spoznaval je tudi osnove Islama. Raziskovalnemu delu se je posvetil tako zavzeto, da si je prislužil odlikovanje Francoske geografske družbe (Société de Géographie). Slavo mu je prinesel izid knjige »Reconnaissance au Maroc« (1888), ki jo je napisal v sodelovanju s Henrijem Duveyrierjem, prejel je tudi ponudbo, da se povsem posveti znanstvenemu raziskovanju, kar pa je zavrnil.
Po vrnitvi v Francijo se je namreč seznanil s krščanstvom, ki ga je kot ateista čedalje bolj privlačil. Leta 1889 je romal v Sveto deželo, naslednje leto pa je novic vstopil v trapistovski samostan v Franciji. Šest mesecev zatem se je na prošnjo preselil v samostan reda v Siriji, pri trapistih je ostal sedem let. Ko je bil leta 1897 odvezan redovnih zaobljub, se je nastanil v Nazaretu, kjer je deloval kot hišni pomočnik redovnic klaris in pisal svoje meditacije, ki so postale temelj njegove duhovnosti. Veliko je molil ter premišljeval evangelij. Njegovo iskanje še bolj radikalnega ideala uboštva, altruizma in pokore ga je pripeljalo do odločitve, da bo postal puščavnik. Na prigovarjanje drugih je 9. junija 1909 v Viviersu prejel mašniško posvečenje, za svoje življenjsko geslo si je izbral besedi Jesus Caritas, za simbol pa srce, nad katerim je križ. 
Sprejel je odločitev, da se naseli v samotnem predelu alžirske Sahare, pri Béni Abbès, njegova ambicija je bila ustanoviti nov verski red, vendar se mu ni pridružil nihče. Prevzel je versko ime »Jezusov brat Charles« in živel med Berberi, pri čemer se je odločil, da bo pričeval zgolj s svojim zgledom in molitvijo. V puščavi se je seznanil z življenjem Tuaregov, več kot dvanajst let je preučeval njihovo kulturo, pod psevdonimom je objavil prvi tuareško-francoski slovar. Zbral je na stotine tuareških pesmi, ki jih je prevedel v francoščino. V pesmih ni ničesar cenzuriral in karkoli spremenil, kar morda ni bilo v skladu s katoliško moralo. De Foucauldova dela so bila med evropejci eden izmed prvih virov spoznavanja kulture Tuaregov.
V  gorovju  Ahagar, na planoti Tamanrasset, v bližini meje z Marokom, ga je 1. decembra 1916 na pragu njegovega skromnega bivališča ubila roparska tolpa Tuaregov. Njegov grob je v oazi El Ménia v Alžiriji. Kmalu po smrti ga je cerkev priznala za mučenca zaradi vere.

## Beatifikacija in kanonizacija
Postopek beatifikacije se je začel leta 1927, enajst let po njegovi smrti. Za božjega služabnika ga je 24. aprila 2001 razglasil papež Janez Pavel II., za blaženega pa 13. novembra 2005 papež Benedikt XVI. Vatikan je 27. maja 2020 objavil, da je bil po de Foucauldovemu posredovanju pripisan čudež. De Foucaulda je razglasil za svetnika papež Frančišek 15. maja 2022 v Vatikanu.  